# Oroniscus mandli
Oroniscus mandli là một loài chân đều trong họ Oniscidae. Loài này được Strouhal miêu tả khoa học năm 1958.